# Gasthuiskerk (Zierikzee)

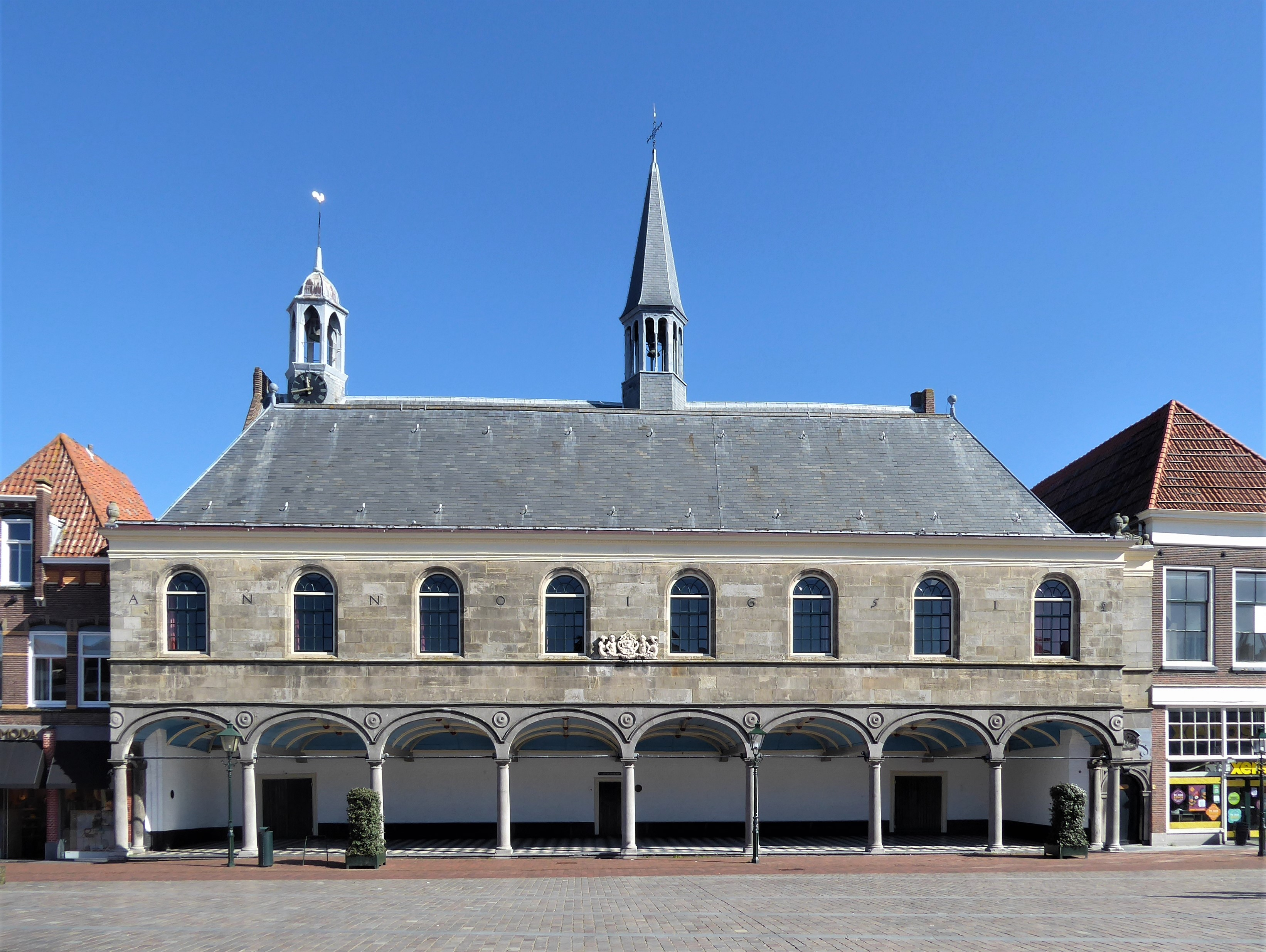
Die Gasthuiskerk vom Havenplein aus mit der Galerie über der Börse

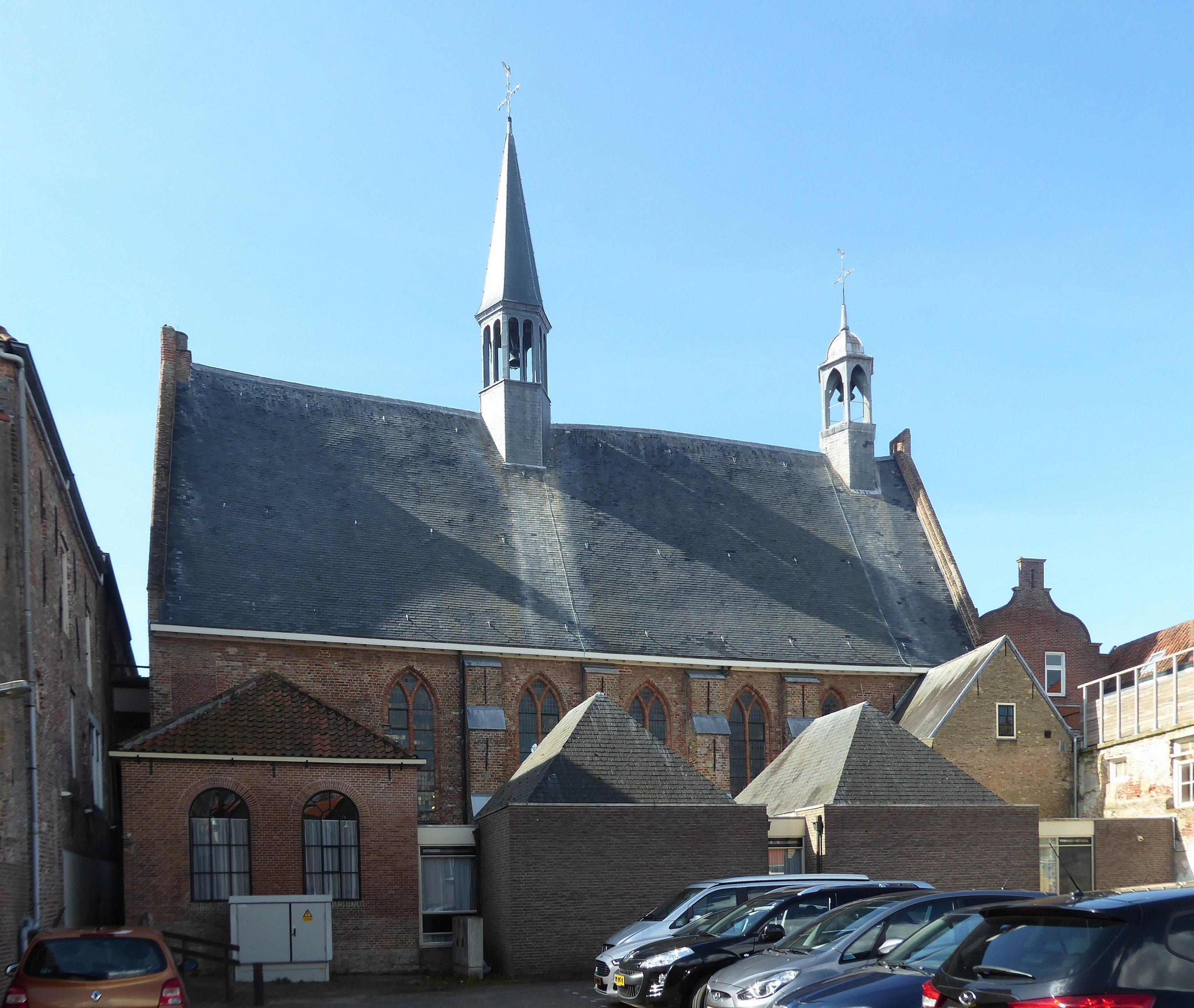
Die spätgotische Nordfassade der Gasthuiskerk

Die Kleine of Gasthuiskerk (deutsch Kleine oder Hospitalskirche) ist eine im Kern spätgotische Kirche in Zierikzee (Gemeinde Schouwen-Duiveland, Provinz Zeeland in den Niederlanden). Die Kirche gehört einer reformierten Kirchengemeinde innerhalb der Protestantischen Kirche in den Niederlanden und ist als Rijksmonument eingestuft.

## Geschichte
Ursprünglich erbaut wurde die Gasthuiskerk im 15. Jahrhundert als Kapelle des im 14. Jahrhundert gestifteten St. Elisabeth-Hospitales. Nach Einführung der Reformation in der Stadt wurde die Kapelle 1587 der reformierten wallonischen Gemeinde übergeben. 1613 wurde sie jedoch bereits von der wachsenden reformierten Gemeinde der Stadt übernommen, die sie 1651 vergrößerte, indem eine Galerie oberhalb der Börse an der Südseite angefügt wurde. Langhaus und Galerie werden von hölzernen Tonnengewölben überwölbt, Kanzel und Gestühl stammen aus der Mitte des 17. Jahrhunderts. 1950 bis 1958 und 1993 erfolgten Restaurierungen. Die Kirche besitzt keine Schaufassade. Nördlich finden sich Anbauten der Gemeinderäume, südlich die Börse. Im Dachreiter befindet sich neben einer modernen Glocke eine 1462 von H. Waghevens gegossene Glocke.

## Orgel
Die Orgel der Gasthuiskerk wurde 1964 von der Orgelbaufirma Marcussen & Son (Appenrade, Dänemark) erbaut. Das Instrument hat 19 Register auf zwei Manualen und Pedal. Die Spiel- und Registertrakturen sind mechanisch.
| I Hauptwerk C–f3 |             |    |
| 1.               | Principal   | 8′ |
| 2.               | Rørfløjte   | 8′ |
| 3.               | Oktav       | 4′ |
| 4.               | Spidsfløjte | 4′ |
| 5.               | Oktav       | 2′ |
| 6.               | Mixtur V-VI |    |
| 7.               | Trompet     | 8′ |

| II Rückpositiv C–f3 |                 |       |
| 8.                  | Gedakt          | 8′    |
| 9.                  | Principal       | 4′    |
| 10.                 | Gedaktfløjte    | 4′    |
| 11.                 | Gemshorn        | 2′    |
| 12.                 | Nasat           | 1 ⁄3′ |
| 13.                 | Scharf IV       |       |
| 14.                 | Sesquialtera II |       |
| 15.                 | Krumhorn        | 8′    |
|                     | Tremulant       |       |

| Pedalwerk C–f1 |           |     |
| 16.            | Subbas    | 16′ |
| 17.            | Principal | 8′  |
| 18.            | Fagot     | 16′ |
| 19.            | Skalmeje  | 4′  |

- Koppeln: II/I, I/P, II/P